# Les Arcades (Tourcoing)
Les Arcades, à Tourcoing, désignent un programme immobilier réalisé à partir de 1930 par les hospices de Tourcoing sur l'avenue Gustave Dron et la rue d'Havré. L'immeuble, qui se caractérise par la présence d'une galerie ouverte par des arcades au rez-de-chaussée, est achevé en 1932 dans le style Art déco, sur la conception des architectes Maurice Batteur et Léonce Claudez.

## Description
L'immeuble fut réalisé dans le cadre d'une opération immobilière qui vit le jour après le percement de l'avenue Gustave Dron conduisant de la gare au centre-ville, réalisée selon le plan dressé en 1919 par l'architecte-urbaniste Jacques Greber. Grâce à des procédures d'expropriation facilitées, la ville put acquérir rapidement les terrains situés sur l'emplacement de la future artère, permettant la création de larges terrains en bordure d'avenue, qui seront employés par les hospices de Tourcoing pour la réalisation des Arcades. La construction, en béton revêtu de carreaux de faïence et de briques, s'étend sur 160 mètres le long de l'avenue Gustave Dron. Les arcades abritent alors 25 magasins tandis que l'entresol ainsi que les cinq étages de l'édifice sont occupés par de grands appartements. La façade est animée par de nombreux ressauts ainsi que par une abondante décoration de céramique colorée dans le style Art déco.
Construite en face des Arcades sur l'avenue Gustave Dron, la résidence Les Tours a été réalisée en 1962 par l'architecte Robert Puchaux ; elle comprend six tours construites de biais par rapport à l'avenue.